# 엄재경
엄재경(嚴在慶, 1968년 2월 24일~)은 대한민국의 게임 해설자, 만화 작가이다.
고려대학교 중어중문학과를 나왔으며 1990년대에는 《까꿍》, 《마이러브》 등 만화 스토리 작가로 활동했다, 아내 최경아와 함께 네이버 웹툰에서 "크레이지 커피 캣"이라는 작품을 연재했었다. 1999년에 투니버스의 《스타크래프트》 대회인 99 프로게이머 코리아 오픈 대회의 해설을 맡아 게임 해설가로 데뷔, 대회 주최 방송국이 온게임넷으로 바뀐 이후에도 계속 김태형과 함께 온게임넷 스타리그의 해설자를 맡고 있다. MBC 《일요일 일요일 밤에 - 미스터 요리왕》프로그램에서 전용준 캐스터와 함께 해설을 맡았다. 오랜 기간 같이 하고 있는 캐스터 전용준, 해설자 김태형과 함께 '엄-전-김 트리오'로 불린다. 온게임넷에《돌아온 뒷담화》, 《복수용달》에도 출연 중이며 《워크래프트3》와 《커맨드 앤 컨커 제너럴》 리그의 해설도 맡은 바 있다. 그리고 현재 스타리그 이외에도《SWATCH 아발론리그》 해설을 맡고 있다. 스타크래프트를 이해하지못하는 초보들을 위해 유닛의 특성도 보충설명하기도 한다. 또한 전용준 캐스터와 지상파 방송에도 가끔 출연할때도 있다.
네이버 웹툰을 통하여 아내와 함께 《크레이지 커피 캣》을 연재하고 있으며 책으로도 발간한바 있다. 2010년 7월 2일에는 진보신당(현 : 노동당)에 입당했다. 정치적인 활동은 하지 않고 있으며, 게임해설가로만 활동중이다.
만화가인 최경아와 부부 사이이다.

## 같이 보기
- 김태형
- 전용준
- 이승원
- 성승헌
- 정소림
- 박용욱
- 강민
- 크레이지 커피 캣